# Gyrosoma singularis
Gyrosoma singularis är en plattmaskart. Gyrosoma singularis ingår i släktet Gyrosoma och familjen Psilostomatidae. Inga underarter finns listade i Catalogue of Life.